# Loup parmi les loups
Loup parmi les loups (titre original : Wolf unter Wölfen) est un roman allemand de Hans Fallada publié en 1937 par Rowohlt Verlag.
L'œuvre est traduite en français par Paul Genty et paraît en deux volumes aux Éditions Albin Michel en 1939 et 1941.

## Résumé
Le roman dresse un tableau de l'Allemagne en 1923, année d'hyperinflation, dix ans avant l'arrivée des nazis au pouvoir. Le premier volume se passe à Berlin, où le héros est le symbole de cette époque ; le second volume sous-titré La Campagne en feu montre une révolte de paysans en Prusse-Orientale.